# Murad V
Murad V (ur. 21 września 1840 w Konstantynopolu, zm. 29 sierpnia 1904 tamże) – sułtan Imperium Osmańskiego od 30 maja do 31 sierpnia 1876.
Murad był najstarszym synem sułtana Abdülmecida. Objął władzę w wyniku zamachu stanu, który obalił jego stryja, Abdülaziza.
Wykształcony, o liberalnych poglądach, ukształtowanych pod głębokim wpływem kultury francuskiej, zbliżył się z aktywnym podówczas ruchem młodoosmańskim, mającym na celu przekształcenie imperium osmańskiego w silne, nowoczesne państwo.
Po wiadomości o śmierci i potwierdzonych później pogłoskach o zamordowaniu odsuniętego od władzy kilka dni wcześniej Abd-ul-Aziza, Murad zemdlał, a po odzyskaniu przytomności wymiotował przez półtorej doby. Ze względu na załamanie nerwowe nie był w stanie pełnić funkcji i ogłosić przygotowanej już nowej konstytucji. Po 93 dniach panowania został obalony pod pretekstem choroby psychicznej i uwięziony w pałacu Çiragan, gdzie pozostał aż do śmierci. Władzę przejął jego brat Abdülhamid II.